# Skarvaskjeret (Fitjar)
Ne doit pas être confondu avec Skarvaskjeret, Skarvaskjeret (Fusa) ou Skarvaskjeret (Kvinnherad).
Skarvaskjeret est une île dans le landskap Sunnhordland du comté de Vestland. Elle appartient administrativement à Fitjar.

## Géographie
Rocheuse et désertique, à fleur d'eau, elle s'étend sur environ 80 m de longueur pour une largeur approximative de 39 m. 